# Csillag Születik (negyedik évad)
A Csillag Születik! negyedik évada 2012. március 17-én indult az RTL-en. Ördög Nóra műsorvezető az X-Faktor második évadának ötödik döntőjében jelentette be, hogy 2012-ben ismét indul a Csillag Születik!. A jelentkezés 2011. november 12-én kezdődött meg. A negyedik évad első válogatója 2012. március 17-én került képernyőre.
A negyedik szériában Ördög Nóra műsorvezetőtársa Lilu lett. Részben változott a műsor szerkezete is: az úgynevezett casting epizódokból a tavalyi három helyett négyet sugároztak. Ezután egy ötödik rész is volt, egy afféle középdöntő, ahol a válogatók során kiemelt 72 versenyző közül juttatott tovább a zsűri tizenkettőt: az élő adásokban már csak ők szerepelhettek.
A Csillag Születik! negyedik szériájának győztese Mészáros János Elek énekes lett.

## A műsor menete

### Válogatók
A válogatók során a zsűri három „igen” szavazatával is tovább lehet jutni.
| 1. válogató március 17.         | 1. válogató március 17. | 2. válogató március 24.            | 2. válogató március 24. | 3. válogató március 31.      | 3. válogató március 31. | 4. válogató április 7.                  | 4. válogató április 7. |
| ------------------------------- | ----------------------- | ---------------------------------- | ----------------------- | ---------------------------- | ----------------------- | --------------------------------------- | ---------------------- |
| Továbbjutó                      | Produkció               | Továbbjutó                         | Produkció               | Továbbjutó                   | Produkció               | Továbbjutó                              | Produkció              |
| Rubay László                    | ének                    | The Immigrants                     | ének és zene            | Just Dance                   | tánc                    | Brassdance                              | zene és tánc           |
| Balogh Gábor (29)               | ének                    | László Martin                      | tánc                    | Danyi Zoltánné               | ének                    | Farkas Sándor Lajos és az R-Music Group | ének (kórus)           |
| Vad Szilva Dzsenifer            | ének                    | Boogie Soul                        | tánc                    | Illés Regina                 | rap                     | Góbé                                    | zene                   |
| Bakos Emőke                     | ének                    | Balogh Gábor (22)                  | beatbox                 | Betyárok                     | tánc                    | Szerémi Dániel                          | ének                   |
| Horváth Csaba                   | ének                    | Nagy Lajos                         | rap                     | Possession Crew              | tánc                    | Twistairs                               | akrobatika             |
| Haratik Edina                   | ének                    | Kárpule Ferenc                     | hegedű                  | Fele Királyság               | hegedű és gordonka      | Nagy Krisztina Margaréta                | ének                   |
| Quantum XXL                     | tánc                    | Juhász Marcell                     | ének                    | Mini Maxi Duó                | commedia dell'arte      | Proc Ivanna és Hidvégi Áron             | ének és zene           |
| Németh Zoltán „Plazma”          | rap                     | Kiss Kata                          | akrobatika              | Nagy Brigitta és Tóth András | ének és gitár           | Radics Béla                             | tánc                   |
| Illés Renátó                    | akrobatika              | Havasi Zsolt                       | mentalista/bűvész       | In Diretta                   | ének-zene               | Fazekas Alpár                           | ének                   |
| Halmai Richárd                  | gitár                   | Rétvári Péter                      | ének                    | Latin Carneval               | tánc                    | Kővári Máté                             | stand-up comedy        |
| Ataru Taiko                     | dob                     | Maglóczki Dominika és Petri László | ének és gitár           | Molnár József és Vízi Imre   | ének-zene               | Valcer Táncstúdió                       | tánc                   |
| Nagy Dávid és Szájer Gergely    | bicikli                 | Solymosi Péter                     | ének                    |                              |                         | Beat Lovers                             | tánc                   |
| TST Hip-Hop Suli                | tánc                    | Varga Valentin                     | ének                    | Pixel Team                   | akrobatika              |                                         |                        |
| Mészáros János Elek             | ének                    | Szirota Jennifer                   | ének                    | Szabó Sándor                 | tánc                    |                                         |                        |
| Gyulai Attila                   | festés                  |                                    |                         | Csoszor Mónika               | ének                    |                                         |                        |
| Babos Richárd és Dósa Krisztián | zongora és ének         | Ács Dominika és Feng Ya Ou Ferenc  | ének és zene            |                              |                         |                                         |                        |
| Kretén Színház                  | abszurd humor           |                                    |                         |                              |                         |                                         |                        |
|                                 |                         | Folk and break                     | tánc                    |                              |                         |                                         |                        |
|                                 |                         |                                    |                         |                              |                         |                                         |                        |
| Negyela Bernadett               | ének                    |                                    |                         |                              |                         |                                         |                        |

(A zsűri 72 produkciót juttatott tovább, ebből itt az a 60 produkció szerepel, amelyet eddig sikerült azonosítani.)

### A válogatás
A válogatók alatt a zsűri három vagy négy "igen" szavazattal tovább engedett 72 produkciót. Ezen 72 előadó közül kell kiválasztania a legjobb tizenkettőt, akik az élő műsorok alatt meg fogják méretni magukat a nézők szavazataiért.
Időpont: 2012. április 14.
A zsűri hat produkciót (In Diretta, Kővári Máté, Molnár József és Vízi Imre, Babos Richárd és Dósa Krisztián, The Immigrants és Juhász Marcell) azonnal a legjobb 12-be juttatott hosszas tanácskozás után. A fennmaradt 6 helyre a hasonló produkcióknak meg kellett párbajozniuk egymással.
Operaénekesek

Mészáros János Elek és Nagy Krisztina Margaréta

→ Mészáros János Elek
Tánccsapat

Quantum XXL és Beat Lovers

→ Quantum XXL
Ének

Szirota Jennifer és Negyela Bernadett

→ Negyela Bernadett

→ Szirota Jennifer
Tánc/akrobatika

Latin Carneval és Pixel Team

→ Latin Carneval
Rap

Németh Zoltán „Plazma” és Nagy Lajos

→ Németh Zoltán „Plazma”

### Döntők
A döntők során a zsűri pontozza a versenyzőket, amely alapján kialakul egy sorrend. A nézők szavazata alapján kialakul egy másik sorrend. A kettő összevonásából alakul ki a végső sorrend. Az első három döntőn az utolsó kettő, majd a későbbieken csak az utolsó esik ki. a fináléban bár pontoz a zsűri, a sorrend a nézők szavazata alapján dől el.
Összesített eredmény

     – Győztes.

     – Finalista.

     – A versenyző továbbjutott.

     – A versenyző kiesett.
| Sorrend | Versenyzők                                   | 1. döntő 2012. április 21. | 2. döntő 2012. április 28. | 3. döntő 2012. május 5. | 4. döntő 2012. május 12. | 5. döntő 2012. május 19. | 6. döntő 2012. május 26. | Finálé 2012. június 2. |
| ------- | -------------------------------------------- | -------------------------- | -------------------------- | ----------------------- | ------------------------ | ------------------------ | ------------------------ | ---------------------- |
| 1.      | Mészáros János Elek                          | Továbbjutott               | Továbbjutott               | Továbbjutott            | Továbbjutott             | Továbbjutott             | Továbbjutott             | Győztes                |
| 2-3.    | Quantum XXL                                  | Továbbjutott               | Továbbjutott               | Továbbjutott            | Továbbjutott             | Továbbjutott             | Továbbjutott             | Finalista              |
| 2-3.    | Szirota Jennifer                             | Továbbjutott               | Továbbjutott               | Továbbjutott            | Továbbjutott             | Továbbjutott             | Továbbjutott             | Finalista              |
| 4.      | Juhász Marcell                               | Továbbjutott               | Továbbjutott               | Továbbjutott            | Továbbjutott             | Továbbjutott             | Kiesett                  | Kiesett                |
| 5.      | Németh Zoltán „Plazma”                       | Továbbjutott               | Továbbjutott               | Továbbjutott            | Továbbjutott             | Kiesett                  | Kiesett                  | Kiesett                |
| 6.      | Prügyi duó (Babos Richárd és Dósa Krisztián) | Továbbjutott               | Továbbjutott               | Továbbjutott            | Kiesett                  | Kiesett                  | Kiesett                  | Kiesett                |
| 7-8.    | The Immigrants                               | Továbbjutott               | Továbbjutott               | Kiesett                 | Kiesett                  | Kiesett                  | Kiesett                  | Kiesett                |
| 7-8.    | In Diretta                                   | Továbbjutott               | Továbbjutott               | Kiesett                 | Kiesett                  | Kiesett                  | Kiesett                  | Kiesett                |
| 9-10.   | Molnár József és Vízi Imre                   | Továbbjutott               | Kiesett                    | Kiesett                 | Kiesett                  | Kiesett                  | Kiesett                  | Kiesett                |
| 9-10.   | Negyela Bernadett                            | Továbbjutott               | Kiesett                    | Kiesett                 | Kiesett                  | Kiesett                  | Kiesett                  | Kiesett                |
| 11-12.  | Latin Carneval                               | Kiesett                    | Kiesett                    | Kiesett                 | Kiesett                  | Kiesett                  | Kiesett                  | Kiesett                |
| 11-12.  | Kővári Máté                                  | Kiesett                    | Kiesett                    | Kiesett                 | Kiesett                  | Kiesett                  | Kiesett                  | Kiesett                |

#### 1. döntő
- Időpont: 2012. 04. 21.
- Sztárvendég: László Attila – Ha elfogy a levegő

     – A versenyző kiesett.

     – A zsűri  helyezettje az adásban.

| Sorrend | Versenyzők                                   | Produkció                             | Pokorny Lia | Hajós András | Hernádi Judit | Puzsér Róbert | Zsűri értékelése |
| ------- | -------------------------------------------- | ------------------------------------- | ----------- | ------------ | ------------- | ------------- | ---------------- |
| 1.      | Latin Carneval                               | tánc                                  | 6           | 6            | 6             | 2             | 20 pont          |
| 2.      | Molnár József és Vízi Imre                   | Varga Viktor – Lehet Zöld az ég       | 7           | 8            | 7             | 3             | 25 pont          |
| 3.      | Szirota Jennifer                             | Whitney Houston – One Moment in Time  | 8           | 8            | 8             | 6             | 30 pont          |
| 4.      | The Immigrants                               | Miss Shake (saját dal)                | 7           | 7            | 7             | 4             | 25 pont          |
| 5.      | Kővári Máté                                  | stand-up                              | 5           | 5            | 5             | 3             | 18 pont          |
| 6.      | Prügyi duó (Babos Richárd és Dósa Krisztián) | Charlie – Nézz az ég felé             | 7           | 7            | 7             | 4             | 25 pont          |
| 7.      | In Diretta                                   | Mulatós (saját dal)                   | 7           | 8            | 8             | 5             | 28 pont          |
| 8.      | Juhász Marcell                               | Akkor szép az erdő (népdal)           | 7           | 8            | 7             | 4             | 26 pont          |
| 9.      | Quantum XXL                                  | Stop and Go (tánc)                    | 8           | 8            | 9             | 8             | 33 pont          |
| 10.     | Negyela Bernadett                            | Katy Perry – Teenage dream            | 8           | 7            | 6             | 4             | 25 pont          |
| 11.     | Németh Zoltán „Plazma”                       | Vagesz (rap)                          | 6           | 7            | 6             | 5             | 24 pont          |
| 12.     | Mészáros János Elek                          | Erkel Ferenc: Bánk Bán – Hazám, hazám | 8           | 8            | 8             | 6             | 30 pont          |

#### 2. döntő
- Időpont: 2012. 04. 28.
- Sztárvendég: Soerii & Poolek – Valahol messze[6]

     – A versenyző kiesett.

     – A zsűri első helyezettje az adásban.

| Sorrend | Versenyzők                 | Produkció                                                        | Pokorny Lia | Hajós András | Hernádi Judit | Puzsér Róbert | Zsűri értékelése |
| ------- | -------------------------- | ---------------------------------------------------------------- | ----------- | ------------ | ------------- | ------------- | ---------------- |
| 1.      | Quantum XXL                | Optimus Prime (tánc)                                             | 9           | 9            | 9             | 8             | 35 pont          |
| 2.      | Molnár József és Vízi Imre | Zámbó Jimmy – Bye bye lány (feldolgozás)                         | 6           | 7            | 6             | 3             | 22 pont          |
| 3.      | The Immigrants             | French Affair – You’re so Sexy                                   | 8           | 5            | 8             | 7             | 28 pont          |
| 4.      | Juhász Marcell             | Máma van, máma van az utolsó vasárnap (népdal)                   | 7           | 6            | 7             | 4             | 24 pont          |
| 5.      | Negyela Bernadett          | Dés László & Nemes István – Nem szabad félni (Valahol Európában) | 7           | 8            | 7             | 5             | 27 pont          |
| 6.      | In Diretta                 | Jamaica (saját dal)                                              | 5           | 8            | 8             | 3             | 24 pont          |
| 7.      | Németh Zoltán „Plazma”     | Egy darab magamból (saját)                                       | 8           | 8            | 8             | 6             | 30 pont          |
| 8.      | Mészáros János Elek        | Parasztbecsület – Santa Maria                                    | 8           | 7            | 7             | 6             | 28 pont          |
| 9.      | Szirota Jennifer           | Tóth Vera – Nem kell valaki másé                                 | 8           | 8            | 8             | 5             | 29 pont          |
| 10.     | Prügyi duó                 | Demjén Ferenc – Hogyan tudnék élni nélküled                      | 7           | 7            | 7             | 4             | 25 pont          |

#### 3. döntő
- Időpont: 2012. 05. 05.
- Sztárvendég: Lola és Brasch Bence – Játék (duett) valamint a Neoton Família – Kétszázhúsz felett[7]

     – A versenyző kiesett.

     – A zsűri első helyezettje az adásban.

| Sorrend | Versenyzők             | Produkció                                                        | Pokorny Lia | Hajós András | Hernádi Judit | Puzsér Róbert | Zsűri értékelése |
| ------- | ---------------------- | ---------------------------------------------------------------- | ----------- | ------------ | ------------- | ------------- | ---------------- |
| 1.      | Németh Zoltán „Plazma” | Ösztön (saját)                                                   | 7           | 7            | 7             | 5             | 26 pont          |
| 2.      | Szirota Jennifer       | Barbra Streisand – New York State of Mind                        | 8           | 9            | 9             | 6             | 32 pont          |
| 3.      | In Diretta             | Buli van nálunk, Magyarországon (saját dal)                      | 7           | 8            | 8             | 3             | 26 pont          |
| 4.      | Quantum XXL            | Mr. és Mrs. (tánc)                                               | 8           | 8            | 9             | 8             | 33 pont          |
| 5.      | Juhász Marcell         | Deák Bill Gyula – Rossz vér                                      | 8           | 9            | 8             | 5             | 30 pont          |
| 6.      | The Immigrants         | I never forget this time (saját dal)                             | 8           | 8            | 8             | 7             | 31 pont          |
| 7.      | Mészáros János Elek    | Kodály Zoltán – Háry János – Toborzó                             | 7           | 9            | 8             | 4             | 28 pont          |
| 8.      | Prügyi duó             | Robin Hood, a tolvajok fejedelme – Suttognak a fák (Zámbó Jimmy) | 8           | 8            | 8             | 3             | 27 pont          |

#### 4. döntő
- Időpont: 2012. 05. 12.
- Sztárvendég: Anggun és Varga Viktor – Visszhang (Te és én)
- Közös produkció: Wolf Kati – Vár a holnap

     – A versenyző kiesett.

     – A zsűri első helyezettje az adásban.

| Sorrend           | Versenyzők             | Produkció                                     | Zsűri értékelése |
| ----------------- | ---------------------- | --------------------------------------------- | ---------------- |
| Páros produkciók  |                        |                                               |                  |
| 1.                | Quantum XXL            | tánc és rap                                   | nincs pontozás   |
| 1.                | Plazma                 | tánc és rap                                   | nincs pontozás   |
| 2.                | Juhász Marcell         | Caramel – Újrahangolva                        | nincs pontozás   |
| 2.                | Prügyi duó             | Caramel – Újrahangolva                        | nincs pontozás   |
| 3.                | Szirota Jennifer       | Time To Say Goodbye magyarul                  | nincs pontozás   |
| 3.                | Mészáros János Elek    | Time To Say Goodbye magyarul                  | nincs pontozás   |
| Egyéni produkciók |                        |                                               |                  |
| 4.                | Prügyi duó             | Stevie Wonder – Isn't She Lovely              | 28 pont          |
| 5.                | Mészáros János Elek    | Andrea Bocelli – Canta della terra            | 27 pont          |
| 6.                | Quantum XXL            | Elvis (tánc)                                  | 32 pont          |
| 7.                | Szirota Jennifer       | Janis Joplin – Try (Just A Little Bit Harder) | 32 pont          |
| 8.                | Németh Zoltán „Plazma” | Viszlát (saját)                               | 27 pont          |
| 9.                | Juhász Marcell         | István, a király – Szállj fel szabad madár    | 28 pont          |

#### 5. döntő
- Időpont: 2012. 05. 19.
- Sztárvendég: the KOLIN
- Közös produkció: Kispál és a Borz – Ha az életben

     – A versenyző kiesett.

     – A zsűri első helyezettje az adásban.

| Versenyzők             | Sorszám | Produkció                             | Zsűri értékelése | Zsűri értékelése |
| ---------------------- | ------- | ------------------------------------- | ---------------- | ---------------- |
| Szirota Jennifer       | 1.      | AC/DC – Back in Black                 | 32 pont          | 68 pont          |
| Szirota Jennifer       | 10.     | Kovács Kati – Add már, uram, az esőt! | 36 pont          | 68 pont          |
| Mészáros János Elek    | 2.      | 'O Sole Mio                           | 32 pont          | 66 pont          |
| Mészáros János Elek    | 8.      | Puccini – Tosca (Levélária)           | 34 pont          | 66 pont          |
| Németh Zoltán „Plazma” | 3.      | (saját rap)                           | 28 pont          | 55 pont          |
| Németh Zoltán „Plazma” | 9.      | Szeretet (saját rap)                  | 27 pont          | 55 pont          |
| Quantum XXL            | 4.      | Cyborg World (tánc)                   | 38 pont          | 73 pont          |
| Quantum XXL            | 7.      | Ice Ice Baby (tánc)                   | 35 pont          | 73 pont          |
| Juhász Marcell         | 5.      | Megrakják a tüzet (népdal)            | 33 pont          | 70 pont          |
| Juhász Marcell         | 6.      | Belezavarodok (saját dal)             | 37 pont          | 70 pont          |

#### 6. döntő
- Időpont: 2012. 05. 26.
- Sztárvendég: Szabó Ádám & Kávészünet (Ady Endre – Párizsban járt az ősz című verse megzenésítve) valamint Fluor Tomi & Indigó Utca (Szeretet dal)
- Közös produkció: Roy & Ádám – Egyetlen hang

     – A versenyző kiesett.

     – A zsűri első helyezettje az adásban.

| Versenyzők          | Sorszám | Produkció                                      | Zsűri értékelése | Zsűri értékelése |
| ------------------- | ------- | ---------------------------------------------- | ---------------- | ---------------- |
| Mészáros János Elek | 2.      | A csitári hegyek alatt                         | 34 pont          | 68 pont          |
| Mészáros János Elek | 8.      | Luciano Pavarotti – Nessun Dorma               | 34 pont          | 68 pont          |
| Quantum XXL         | 1.      | The Bug (tánc)                                 | 37 pont          | 73 pont          |
| Quantum XXL         | 5.      | Singing in the brain (tánc)                    | 36 pont          | 73 pont          |
| Szirota Jennifer    | 4.      | Ella Fitzgerald & Louis Armstrong – Summertime | 37 pont          | 70 pont          |
| Szirota Jennifer    | 7.      | Jennifer Hudson – One Night Only               | 34 pont          | 70 pont          |
| Juhász Marcell      | 3.      | Hurrikán (saját dal)                           | 35 pont          | 69 pont          |
| Juhász Marcell      | 6.      | Ha kihajtom a libámat                          | 34 pont          | 69 pont          |

#### Finálé
- Időpont: 2012. 06. 02.
- Sztárvendég: Janicsák Veca & Kocsis Tibor (duett), a Gringo Sztár és a Csillag Születik Dance All Star csapata (Appril Project, Bad Boyz, No Comment, 4 For Dance)
- Közös produkció: Vastag Tamás és Vastag Csaba – Őrizd az álmod míg élsz és LGT – Arra születtünk (a Fináléba nem jutott kilenc produkció előadásában)

     – Első helyezett.

| Versenyzők          | Sorszám | Produkció                                            | Zsűri értékelése | Zsűri értékelése |
| ------------------- | ------- | ---------------------------------------------------- | ---------------- | ---------------- |
| Mészáros János Elek | 3.      | Művészhimnusz                                        | 33 pont          | 69 pont          |
| Mészáros János Elek | 4.      | Tabáni Istvánnal – Queen – Who Wants to Live Forever | 36 pont          | 69 pont          |
| Szirota Jennifer    | 2.      | Sheila – Easy to be Hard (Hair)                      | 36 pont          | 72 pont          |
| Szirota Jennifer    | 5.      | Czutor Zoltánnal – Evanescence – Bring Me to Life    | 36 pont          | 72 pont          |
| Quantum XXL         | 1.      | Superhero (tánc)                                     | 38 pont          | 77 pont          |
| Quantum XXL         | 6.      | Face Team-mel együtt                                 | 39 pont          | 77 pont          |

## Zsűri
- Hajós András
- Hernádi Judit
- Pokorny Lia
- Puzsér Róbert

## Nézettség
A +4-es adatok a teljes lakosságra, a 18-49-es adatok a célközönségre vonatkoznak.
| Epizód      | Vetítés           | +4        | Arány (%) | Heti helyezés | 18-49   | Arány (%) | Heti helyezés | Forrás |
| ----------- | ----------------- | --------- | --------- | ------------- | ------- | --------- | ------------- | ------ |
| 1. válogató | 2012. március 17. | 1 813 800 | 37,3      | 1.            | 710 045 | 37,2      | 1.            | [ 9 ]  |
| 2. válogató | 2012. március 24. | 1 941 333 | 39,8      | 1.            | 766 307 | 42        | 1.            | [ 10 ] |
| 3. válogató | 2012. március 31. | 1 947 996 | 39,3      | 1.            | 792 967 | 41,4      | 1.            | [ 11 ] |
| 4. válogató | 2012. április 7.  | 1 889 804 | 40,5      | 1.            | 723 658 | 42,4      | 1.            | [ 12 ] |
| A válogatás | 2012. április 14. | 1 925 029 | 38,9      | 1.            | 733 679 | 39,5      | 1.            | [ 13 ] |
| 1. döntő    | 2012. április 21. | 1 857 215 | 39,6      | 1.            | 647 235 | 36,9      | 1.            | [ 14 ] |
| 2. döntő    | 2012. április 28. | 1 649 123 | 39        | 2.            | 607 000 | 38,7      | 1.            | /      |
| 3. döntő    | 2012. május 5.    | 1 590 276 | 37,2      | 1.            | 535 538 | 34,9      | 2.            | [ 17 ] |
| 4. döntő    | 2012. május 12.   | 1 791 526 | 39,1      | 1.            | 632 801 | 36,3      | 1.            | [ 18 ] |
| 5. döntő    | 2012. május 19.   | 1 545 487 | 36,9      | 1.            | 521 286 | 33        | 1.            | /      |
| 6. döntő    | 2012. május 26.   | 1 593 720 | 37,2      | 1.            | 519 243 | 33,4      | 2.            | [ 21 ] |
| Finálé      | 2012. június 2.   | 1 780 837 | 39,3      | 1.            | 594 241 | 34,9      | 1.            | [ 22 ] |